# آلکولخا
آلکولخا (به اسپانیایی: Alcoleja) دهستانی در استان آلیکانتهٔ اسپانیا است.
در این دهستان ۲۱۱ نفر زندگی می‌کنند. مساحت این دهستان ۱۴٫۴۶ کیلومتر مربع است.